# William Dugdale

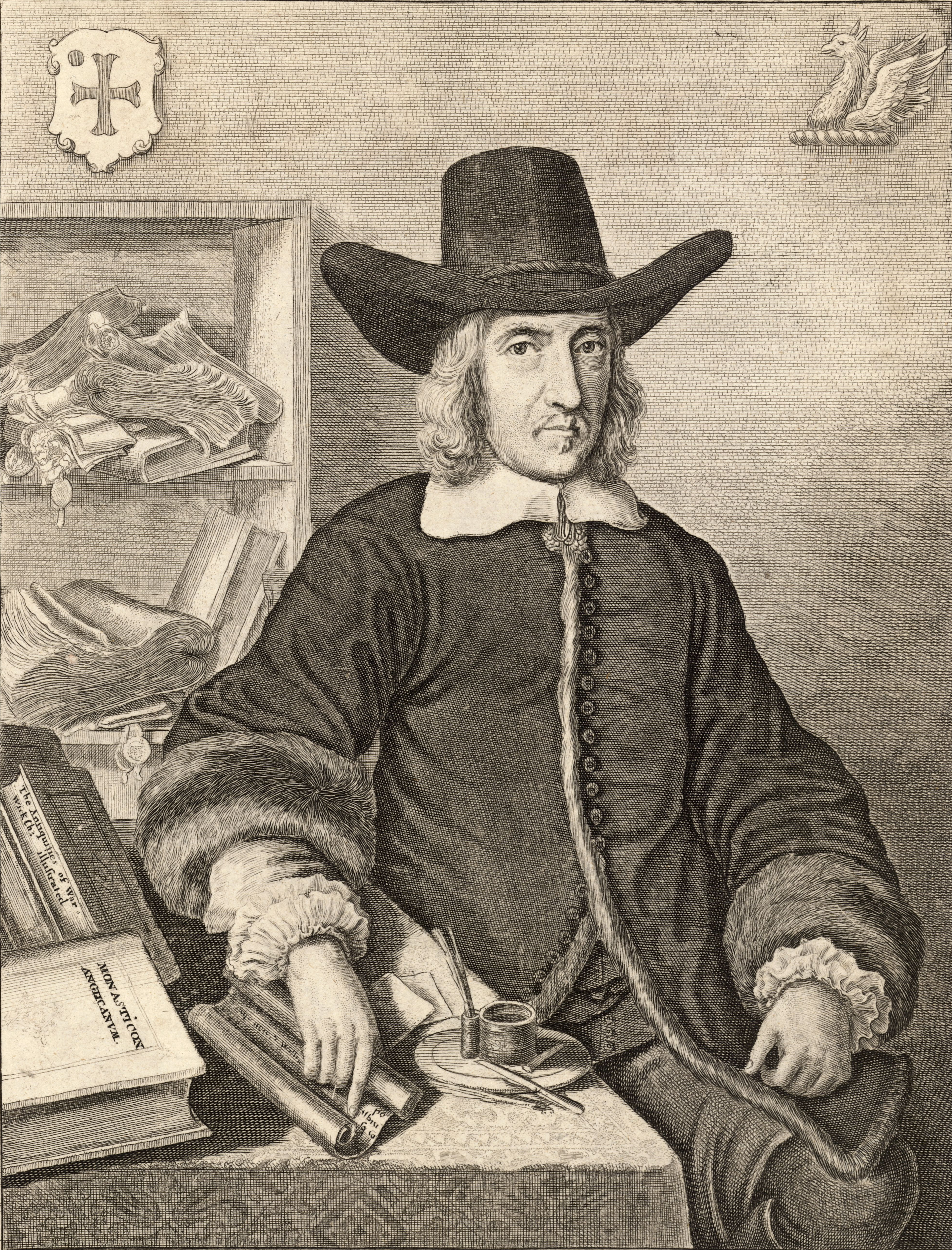
William Dugdale, 1656.

William Dugdale, född 12 september 1605, död 10 februari 1686, var en engelsk hovman och författare.
Dugdale var en av pionjärerna inom engelsk fornforskning och medarbetare i Roger Dodsworths urkundsverk över Yorkshire, Monasticon anglicanum (3 band, 1655-73). Han var även författare till The Antiquities of Warwickshire (1656) och andra arkeologiska arbeten. Dugdale utgav dessutom ett personhistoriskt arbete, The Baronage of England (3 band, 1675-76).